# Anna Forsberg (orienterare)
Anna Forsberg, född 20 februari 1990, är en svensk orienterare som tävlar för OK Kolmården. Hon är bland de främsta i klassen damer 20 år (D20) i Sverige. 2007 blev hon nordisk mästare för juniorer i långdistans och deltog därefter i JVM i Australien, dock utan framstående placeringar.

## Meriter (utöver mästerskapsmedaljer)

### O-Ringen
- 2002: 1:a
- 2003: 1:a
- 2004: 1:a
- 2005: 1:a
- 2006: 2:a
- 2007: 2:a
- 2008: 1:a
- 2009: 1:a